# Rjurikowo Gorodischtsche

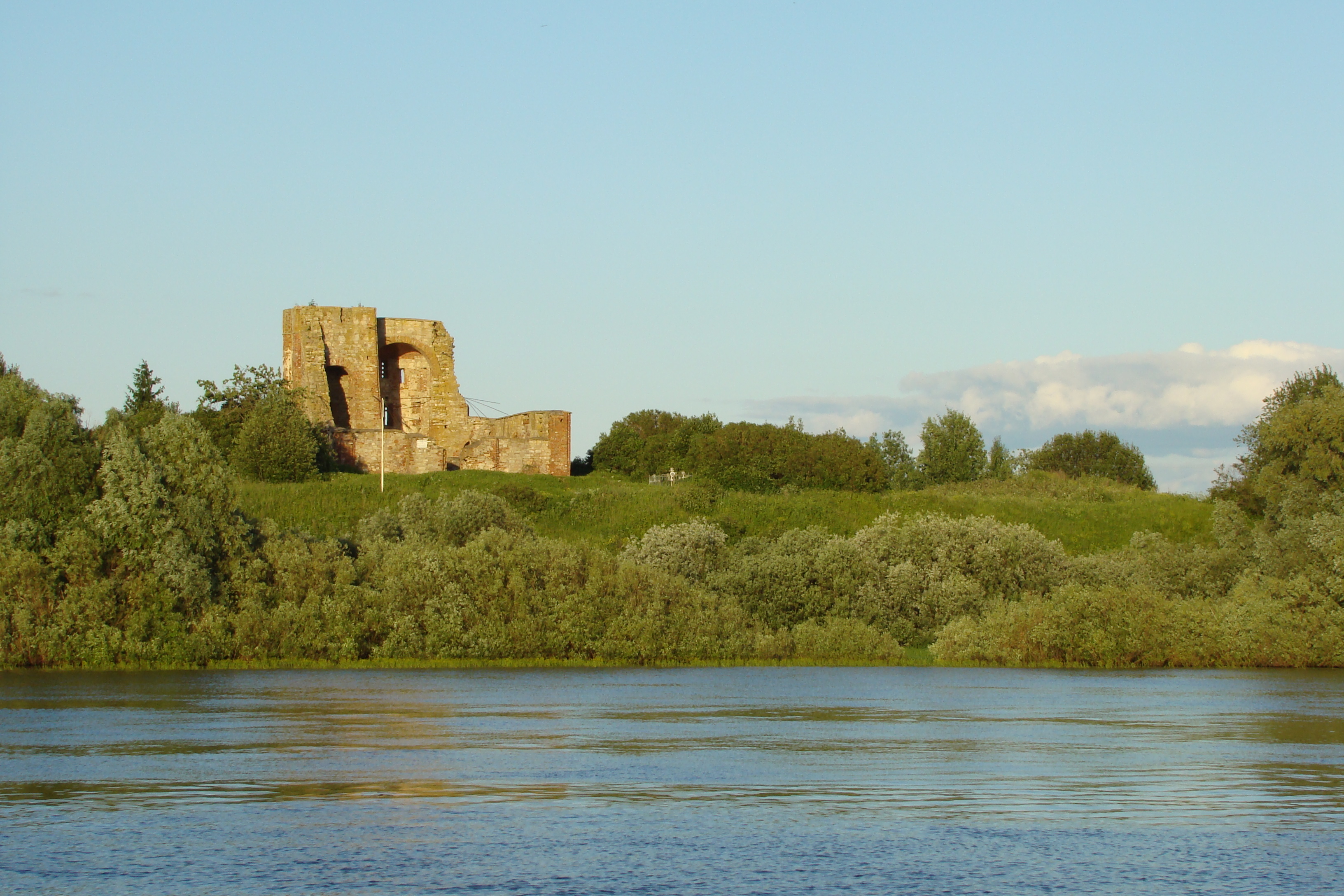
Rjurikowo Gorodischtsche mit Ruine der Mariä-Verkündigungs-Kirche

Rjurikowo Gorodischtsche (auch Rurikowo Gorodischtsche, russisch Рюриково Городище, übersetzt „Burgstadt von Rurik“) ist eine ehemalige Siedlung und Burg bei Nowgorod in Russland. Sie war der Sitz der Fürsten von Nowgorod vom 9. bis zum 15. Jahrhundert. In skandinavischen Quellen heißt sie Holmgård.
Rurikowo Gorodischtsche liegt etwa zwei Kilometer südlich der Stadt am Fluss Wolchow nahe seinem Ausfluss aus dem Ilmensee. Unmittelbar oberhalb mündet der Sieverskanal in den Wolchow, der Msta und Wolchow seit Beginn des 19. Jahrhunderts unter Umgehung des Ilmensees verbindet.

## Geschichte
Die Siedlung entstand nach archäologischen Funden und schriftlichen Zeugnissen im 9. Jahrhundert als eigentliches Zentrum der Nowgoroder Rus. Sie lag an einer wichtigen Route von Skandinavien nach Byzanz. Zahlreiche Funde skandinavischer und baltischer Herstellungsart (u. a. Waffen, Rüstungen und Runeninschriften) belegen, dass die Herrscher der Burg nicht einheimisch waren.
Ende des 10. Jahrhunderts entstand ein bischöfliches Viertel mit Kirchen und verschiedenen Gebäuden. 1103 wurde die Mariä-Verkündigungs-Kirche (церковь Благовещения) gebaut. Nach 1136 wurde die Burg wieder bevorzugter Sitz der Fürsten, nachdem diese aus Nowgorod vertrieben worden waren. Nach 1482 verlor die Siedlung zunehmend an Bedeutung, da Nowgorod seitdem zum Großfürstentum Moskau gehörte.
Die Burg wurde im Zweiten Weltkrieg beschädigt.